# Killbit
El objetivo principal de un killbit es cerrar los agujeros de seguridad. Si un usuario descubre que hay un agujero de seguridad en una versión específica de un control ActiveX, puede solicitar a Microsoft que ponga un "killbit" para él. Las actualizaciones de Killbit suelen ser distribuidas en Microsoft Windows a través de Windows Update para los sistemas operativos. 
Un killbit es una señal en el Registro de Windows, que marca un GUID como inseguro. El GUID es un número de serie para el software en cuestión - debe existir un único GUID para cada parte potencial de software que se comporta como un control ActiveX. Si Internet Explorer considera que el GUID encontrado en un killbit coincide con el GUID de los programas informáticos, el software no puede ser ejecutado por Internet Explorer. Si un usuario quiere lanzar una versión actualizada, la debe actualizar con un GUID diferente. 
Microsoft Office también hace uso de killbits para determinar si un objeto incrustado en un documento puede ser cargado.[cita requerida]
Según artículo publicado por PC World el día 27 de julio de 2009 en la conferencia Black Hat(sombrero negro) en Las Vegas de ese año, los investigadores Mark Dowd, Ryan Smith y David Dewey mostraron una forma de pasar por alto el mecanismo 'kill-bit' usado para deshabilitar controles ActiveX con malware o ad-aware.[cita requerida]